# Opel Ascona
El Opel Ascona es un automóvil de turismo del segmento D producido por el fabricante alemán Opel desde el año 1970 hasta 1988. El modelo se desarrolló para cubrir el hueco en la gama entre el Opel Kadett y el Opel Rekord, y así enfrentarse al Ford Taunus. El sustituto del Ascona es el Opel Vectra.
Fue producido en tres generaciones separadas, comenzando con la tracción trasera y terminando como un derivado de J-car de tracción delantera.
Sus tres generaciones se suelen designar mediante las letras A, B y C. El nombre del modelo hace referencia a la ciudad suiza de Ascona.

## Ascona A (1970-1975)
En el otoño de 1970, Opel presentó su gama de vehículos completamente nueva en Rüsselsheim (código de proyecto interno 1.450).
El Opel Manta coupé fue lanzado el 9 de septiembre, seguido por el Opel Ascona A el 28 de octubre en forma de sedán de dos y cuatro puertas, así como una familiar de tres puertas, llamada «Caravan». Estos modelos se colocaron entre el Opel Kadett existente y el Opel Rekord.
Su gama de motores se componía de cuatro propulsores de gasolina de cuatro cilindros en línea procedentes de vehículos anteriores (Kadett y Rekord) un 1.2 litros OHV (overhead valves) de 60 CV (44 kW), un 1,6 litros de 68 CV, un 1,6 litros de 80 CV (59 kW), y un 1,9 litros de 90 CV (66 kW), todos tipo CIH (camshaft-in-head, pero debido a las normas de emisiones Alemanas tuvieron que modificarlas y finalmente ofrecían estas potencias  60, 75 y 88 CV de potencia máxima, respectivamente.
De 1971 a 1975, el Ascona de 1,9 litros se exportó a los Estados Unidos como el «Opel 1900» vendido a través de los concesionarios Buick-Opel. Los tres estilos de carrocería se ofrecieron al principio, pero el sedán de cuatro puertas se eliminó después de 1973. En 1974, se agregaron parachoques pesados de impacto revestidos de goma en respuesta a las regulaciones federales.

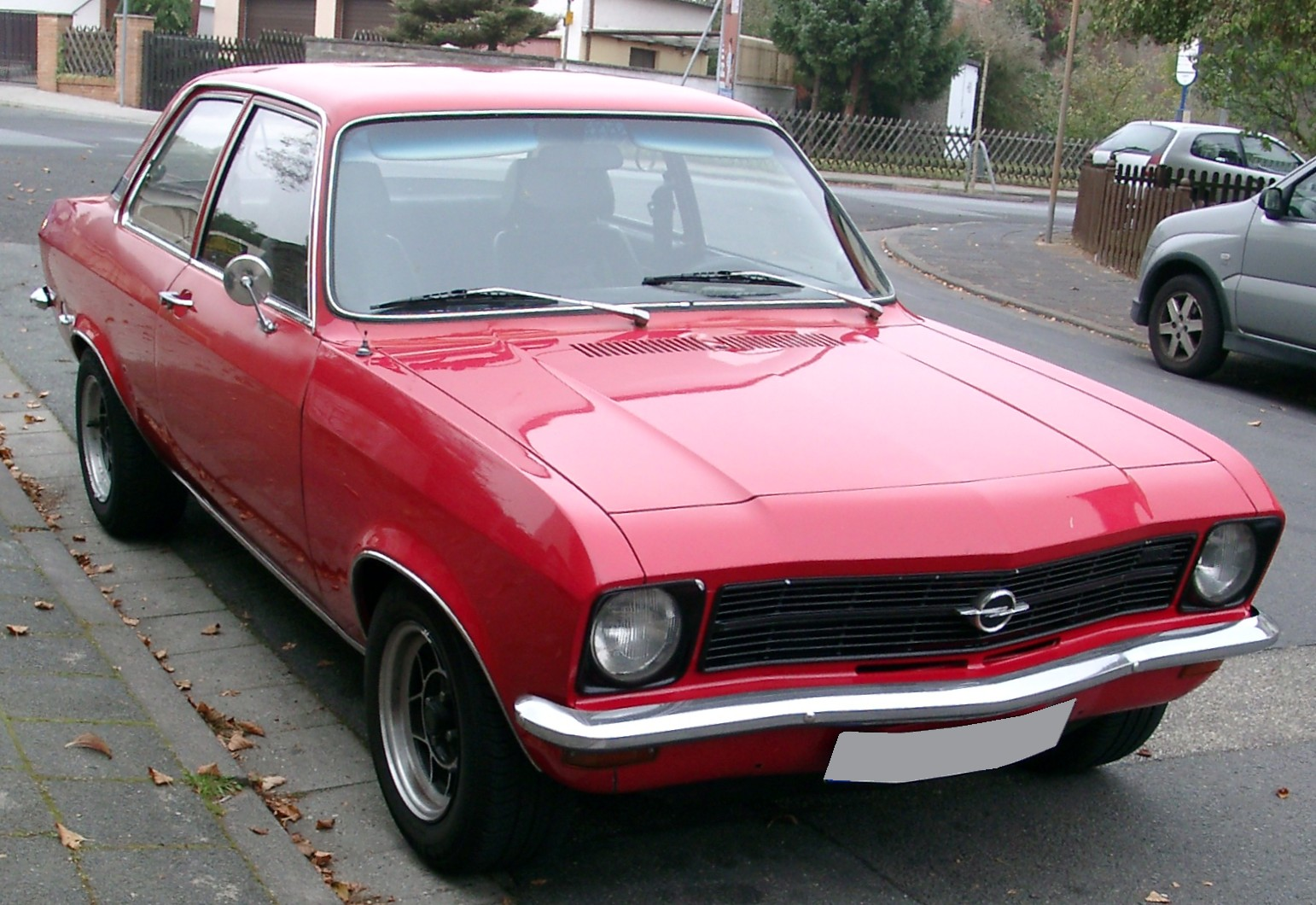
Opel Ascona A sedán de 2 puertas
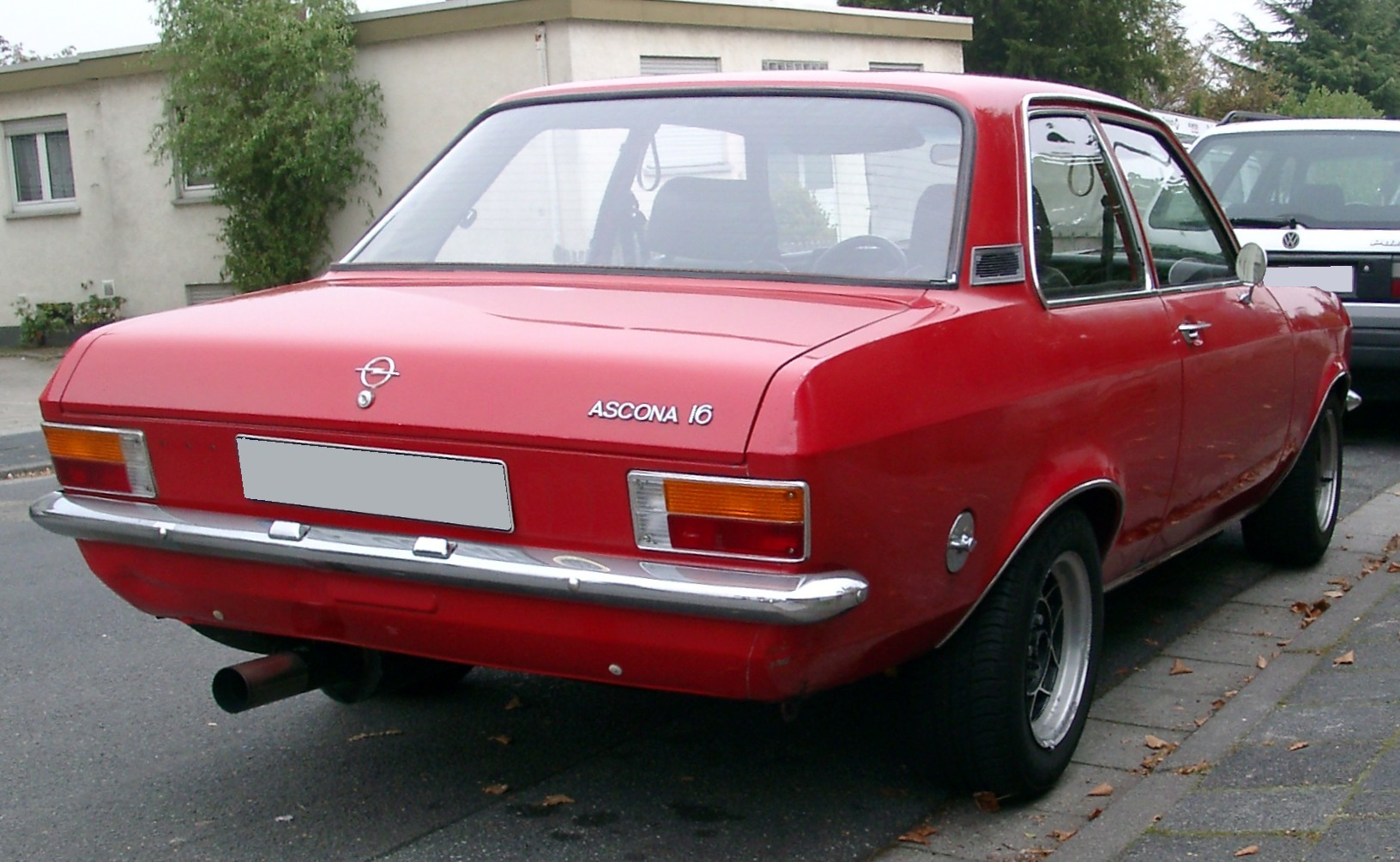
Opel Ascona A
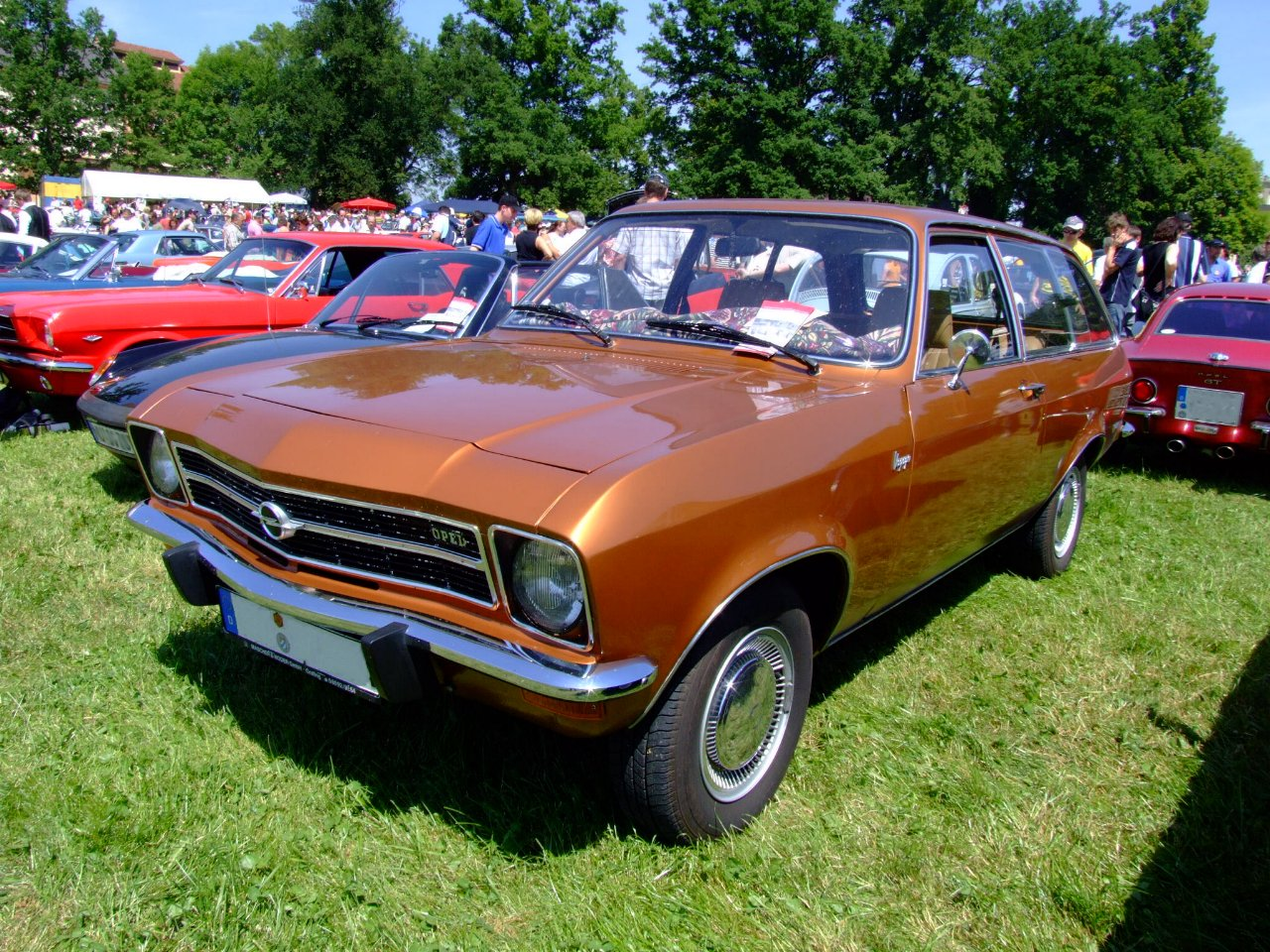
Opel Ascona A familiar 3 puertas
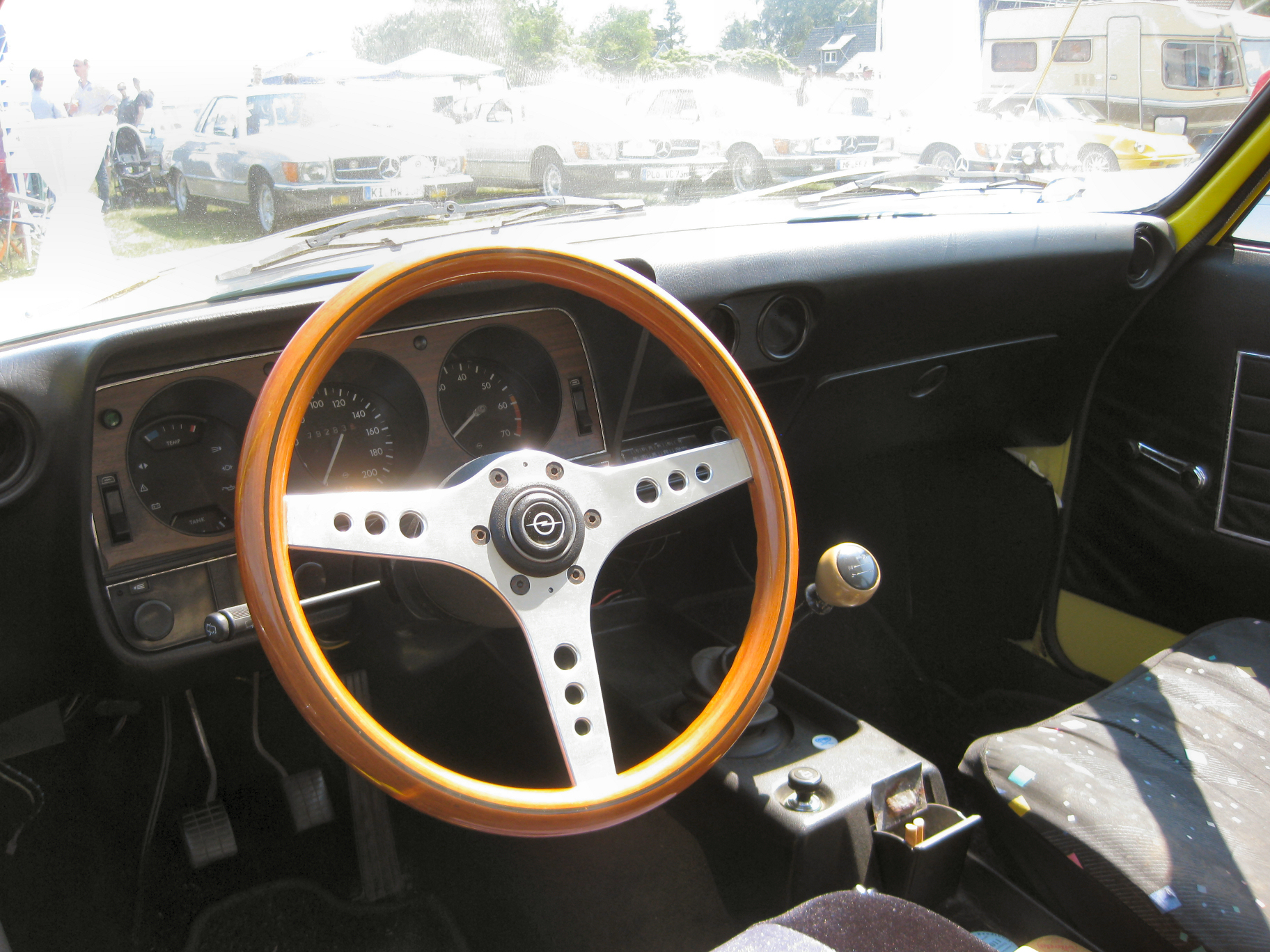
Tablero del Ascona A

### Ascona A Rally

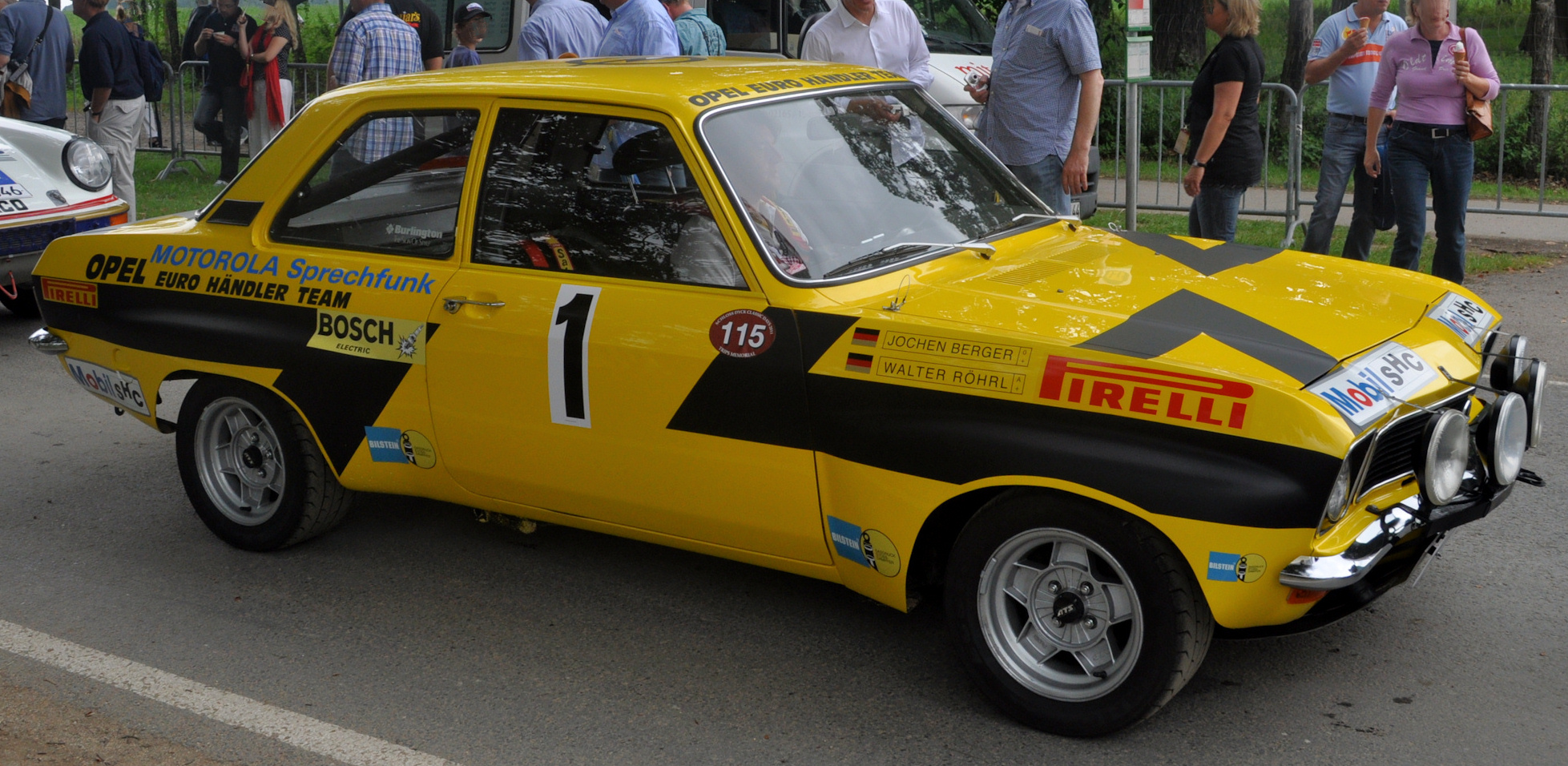
Opel Ascona A Rallye

En el ambiente del motorsport, en 1974, Walter Röhrl con sus copilotos Jochen Berger y Lars Carlsson fueron ganadores del Campeonato de Europa de Rally con su Opel Ascona A Rally homologado como grupo 2. En 1975, Ari Vatanen y Anders Kulläng condujeron el Ascona A Rally, pero no pudieron aprovechar el éxito de la temporada  anterior.
Las competencias deportivas del Ascona A Rally terminó con el Rally Acrópolis en 1975 - Walter Röhrl estuvo al volante con una victoria. El sucesor fue el Kadett GT/E.
El Ascona A Rally fue construido por el tuneador Irmscher de acuerdo con las regulaciones del Grupo 2  (vehículo de turismo especial).
La perforación del motor a una capacidad de 2,0 litros (1897 cc a 1960 cc) produjo aproximadamente 205 caballos de fuerza (151 kW).
Hoy en día el vehículo todavía existe y es propiedad de Adam Opel AG.. Lo usan en eventos de autos clásicos y deportivos. 

## Ascona B (1975-1981)
Presentado en el Salón del Automóvil de Fráncfort de 1975, el  Opel Ascona B, cual comparte plataforma con el deportivo Manta B, se vendió únicamente con carrocería sedán dos y cuatro puertas. En su lanzamiento, la gama de motores era idéntica a la de su predecesor. En 1978, el 1,8 litros pasó a tener 2,0 litros de cilindrada, y logró generar 90 o 100 CV, y se agregó el primer motor diésel: un 2,0 litros atmosférico de 58 CV.
A fines de 1978, el motor 1,6 S fue descontinuado en Alemania (donde fue reemplazado por el 19N, con la misma potencia pero menor consumo de combustible), pero continuó estando disponible en algunos mercados en una versión algo ajustada con 70 CV (51 kW). En enero de 1979 apareció la versión legal para la calle Ascona 400 con motor de 2,4 litros (16 válvulas, 144 CV), seguido un mes más tarde por el motor OHC de 1,3 litros más prosaico. Esto reemplazó en gran medida a la antigua unidad de motor OHV de 1,2 litros que databa de 1962, pero la producción continuó en números menguantes hasta 1980 en algunos mercados de exportación.

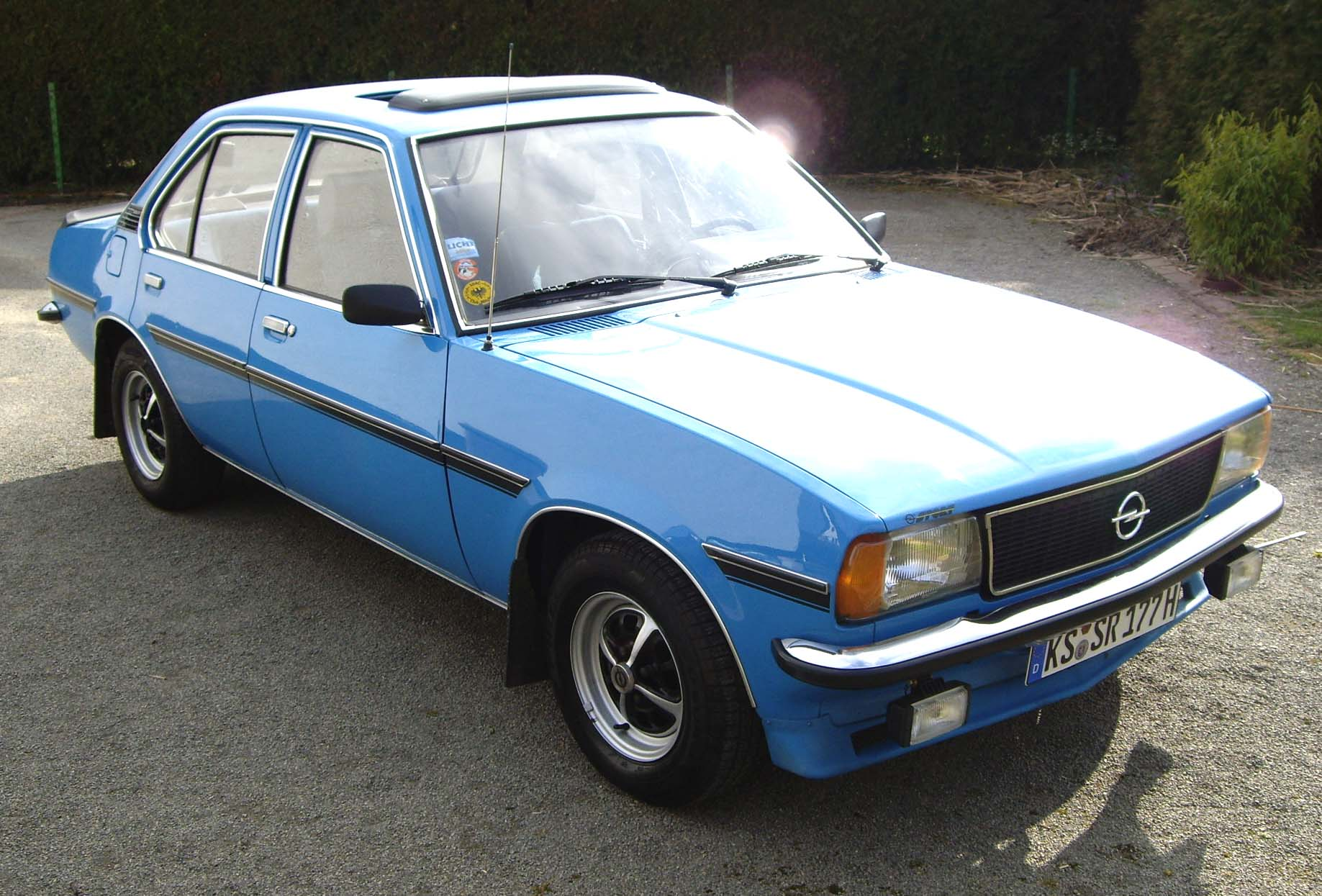
Opel Ascona B
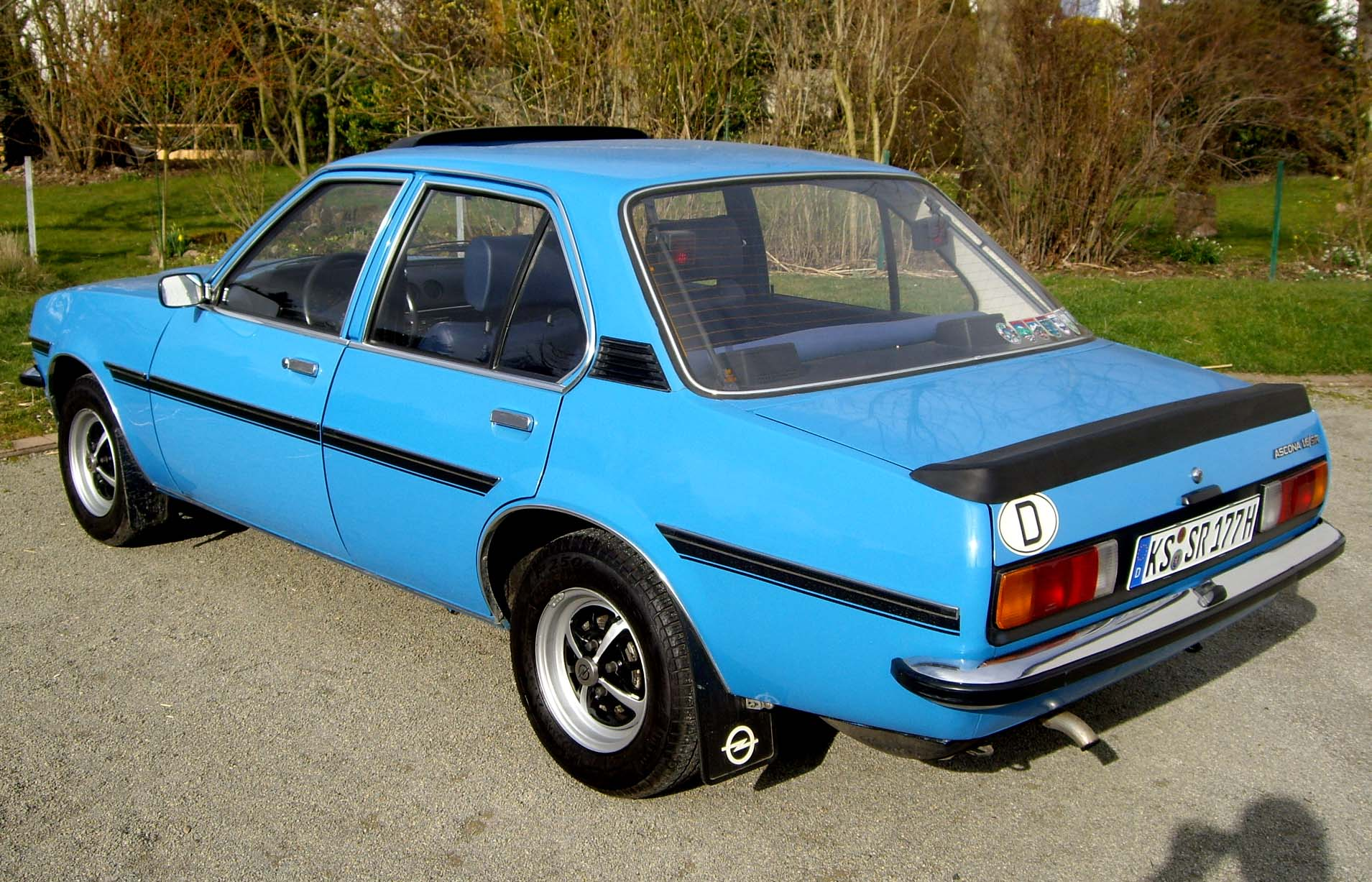
Opel Ascona B sedán 4 puertas
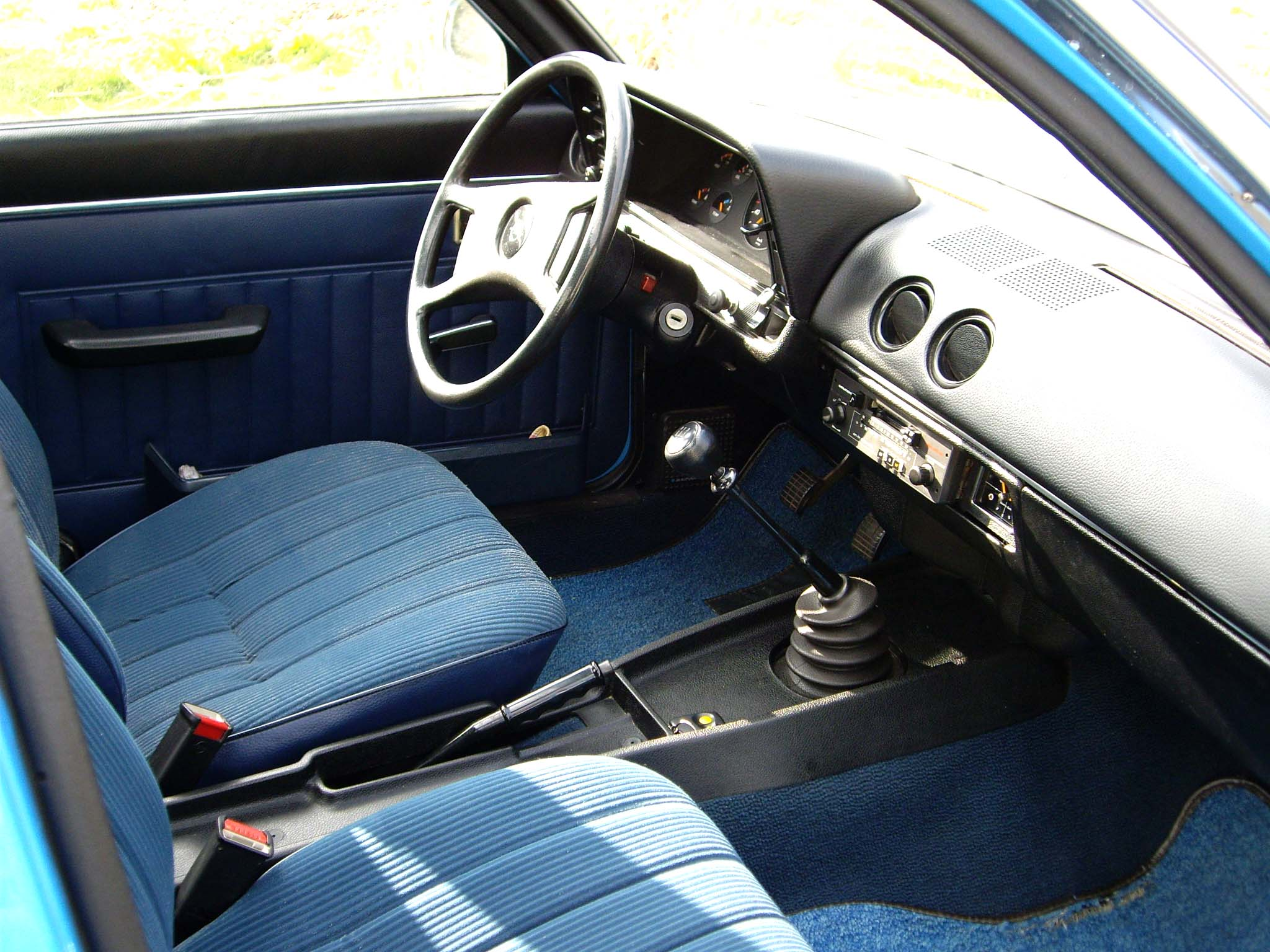
Tablero del Ascona B

### Ascona 400

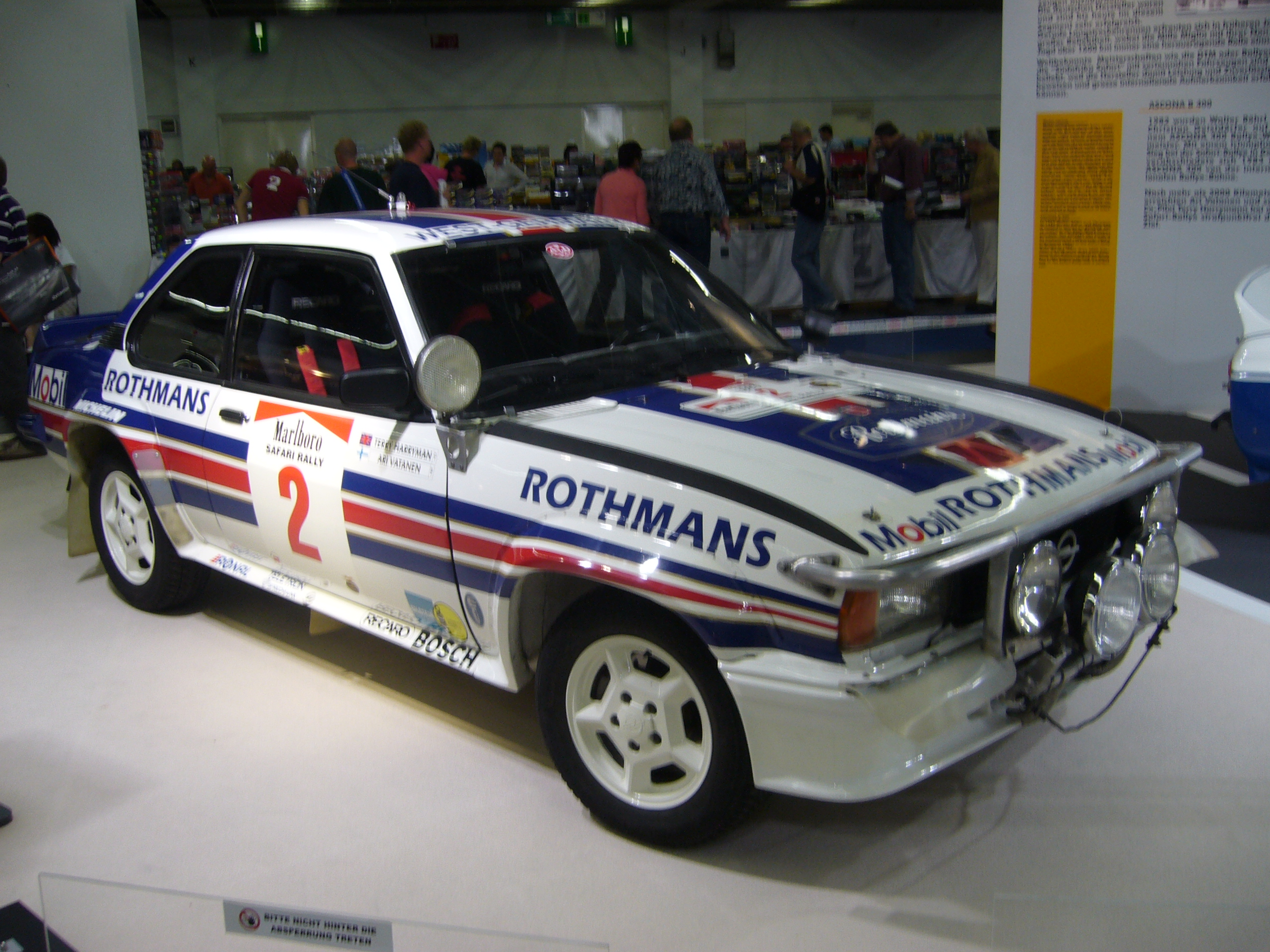
El Rothmans Ascona 400 ganador del Rally Safari de 1983 en manos de Ari Vatanen

Mostrado por primera vez en Frankfurt en septiembre de 1979, el Ascona 400 fue una homologación especial vendido solo para que sea elegible para la categoría del Grupo 4 de rallyes. Los Ascona 400 se construyeron en la planta de General Motors en Amberes. El campeón del mundo de 1980 Walter Röhrl llevó el coche de rally a la victoria y ganó el título de pilotos del Campeonato Mundial de Rally [WRC] en la temporada de 1982.
Los Ascona 400 se construyeron en la planta de General Motors en Amberes. El campeón del mundo de 1980 Walter Röhrl llevó el coche de rally a la victoria y ganó el título de pilotos del Campeonato Mundial de Rally en la temporada de 1982.
El coche fue desarrollado por Opel junto con el modelo Manta B 400 que consistió en los mismos cambios. Irmscher y Cosworth fueron contratados como socios para el proyecto, Cosworth entregó una cabeza de flujo doble de 16 válvulas para el motor, e Irmscher para el estilo exterior e interior. Cosworth entregó las cabezas a Opel y Opel pronto descubrió un gran error. El plan era usar el bloque del motor de 2,0 litros, pero esto no produjo suficiente poder El tiempo se estaba acabando y Opel necesitaba desesperadamente hacer algo. Opel tomó el bloque 2,0E y le dio un sobredimensionado, instaló pistones más grandes, diferentes bielas e instaló el cigüeñal de su motor de 2,3 litros diésel CIH. El resultado fue un motor de 2,4 litros. El motor de 2,4 litros dio lugar a algunas salidas de potencia masiva utilizando la cabeza de 16 válvulas. Las versiones de calle de los 400, por lo tanto, vienen con motores de 144 hp (107 kW), utilizando la inyección de combustible Bosch de las series Manta GSi y GT/E. Sin embargo, en el ajuste de carrera fueron entregados con 230 caballos de fuerza (172 kW), que podrían mejorarse aún más hasta 340 caballos de fuerza (254 kW), mientras que todavía utilizan componentes de motores normalmente aspirados.
Irmscher entregó el ajuste de rally para el exterior. También se instalaron alas grandes y anchas, capó ligero y divisores de viento en la parte superior de los guardabarros delanteros.
Para 1984, el Audi Quattro parecía más poderoso que nunca y el Ascona 400 se volvió obsoleto. Pero el Ascona 400 todavía tiene algunos registros notables. El Ascona 400 fue el último automóvil de rally con tracción trasera en ganar el campeonato mundial de pilotos, asegurando su lugar en la historia del automovilismo.

#### Victorias del WRC
| N.º | Evento                       | Temporada | Conductor      | Copiloto              | Automóvil       |
| --- | ---------------------------- | --------- | -------------- | --------------------- | --------------- |
| 1   | Rally de Suecia              | 1980      | Anders Kulläng | Bruno Berglund        | Opel Ascona 400 |
| 2   | 50a Rallye de Monte Carlo    | 1982      | Walter Röhrl   | Christian Geistdörfer | Opel Ascona 400 |
| 3   | 14° Rally de Costa de Marfil | 1982      | Walter Röhrl   | Christian Geistdörfer | Opel Ascona 400 |
| 4   | 31° Rally Marlboro Safari    | 1983      | Ari Vatanen    | Terry Harryman        | Opel Ascona 400 |

## Ascona C (1981-1988)
El Opel Ascona C se lanzó en agosto de 1981 como parte del proyecto J-car de General Motors para uniformizar las plataformas de sus modelos medianos en todo el mundo. Como medida para reducir el consumo de combustible, y mejorar la habitabilidad y costes de producción, esta generación pasó a tener tracción delantera, además de motor transversal.  Este fue el segundo automóvil con tracción delantera de Opel desde la presentación del Kadett D en 1979. Este automóvil fue fabricado en Rüsselsheim, Alemania, Amberes, Bélgica, São Caetano do Sul, Brasil y Luton, Inglaterra, y se vendió en el Reino Unido bajo el nombre de Vauxhall Cavalier y Chevrolet Monza en América Latina.
Además de las carrocerías sedán, el Ascona C recibió también una carrocería hatchback de cinco puertas.
Sus motores de gasolina fueron un 1,3 litros de 60 o 75 CV, un 1,6 litros de 75, 82 o 90 CV, un 1,8 litros de 84, 100 o 115 CV, y un 2,0 litros de 100, 115 o 130 CV, todos ellos del tipo SOHC el primer motor Opel con culata de aluminio. El único diésel fue un 1,6 litros de 54 CV también SOHC.
El alta gama de la línea fue el deportivo modelo GTE, con inyección electrónica de combustible, que impulsó la potencia a 130 CV (96 kW) en los últimos dos años del modelo. La potencia del diésel provino de un bloque desarrollado por Isuzu, con 1,6 litros. Los convertidores catalíticos eran opcionales en las unidades de gasolina más grandes a partir de 1986.
En 1982, General Motors do Brasil comienza la producción de la versión continental del Opel Ascona, la cual recibió el nombre de Chevrolet Monza, la cual fue comercializada en los mercados más importantes de Sudamérica. Esta versión sudamericana del Ascona presentaba tres tipos de carrocerías: Sedán de dos y cuatro puertas y un fastback tipo hatchback de cinco puertas, y además exclusivo para el mercado sudamericano, un tres puertas hatchback, la cual fue desarrollada íntegramente en Brasil, sobre la base de la versión 5 puertas fastback del Ascona. Esta versión del Monza, nunca fue vendida en Europa como Ascona, dado que la versión coupé de este auto era el Opel Manta.

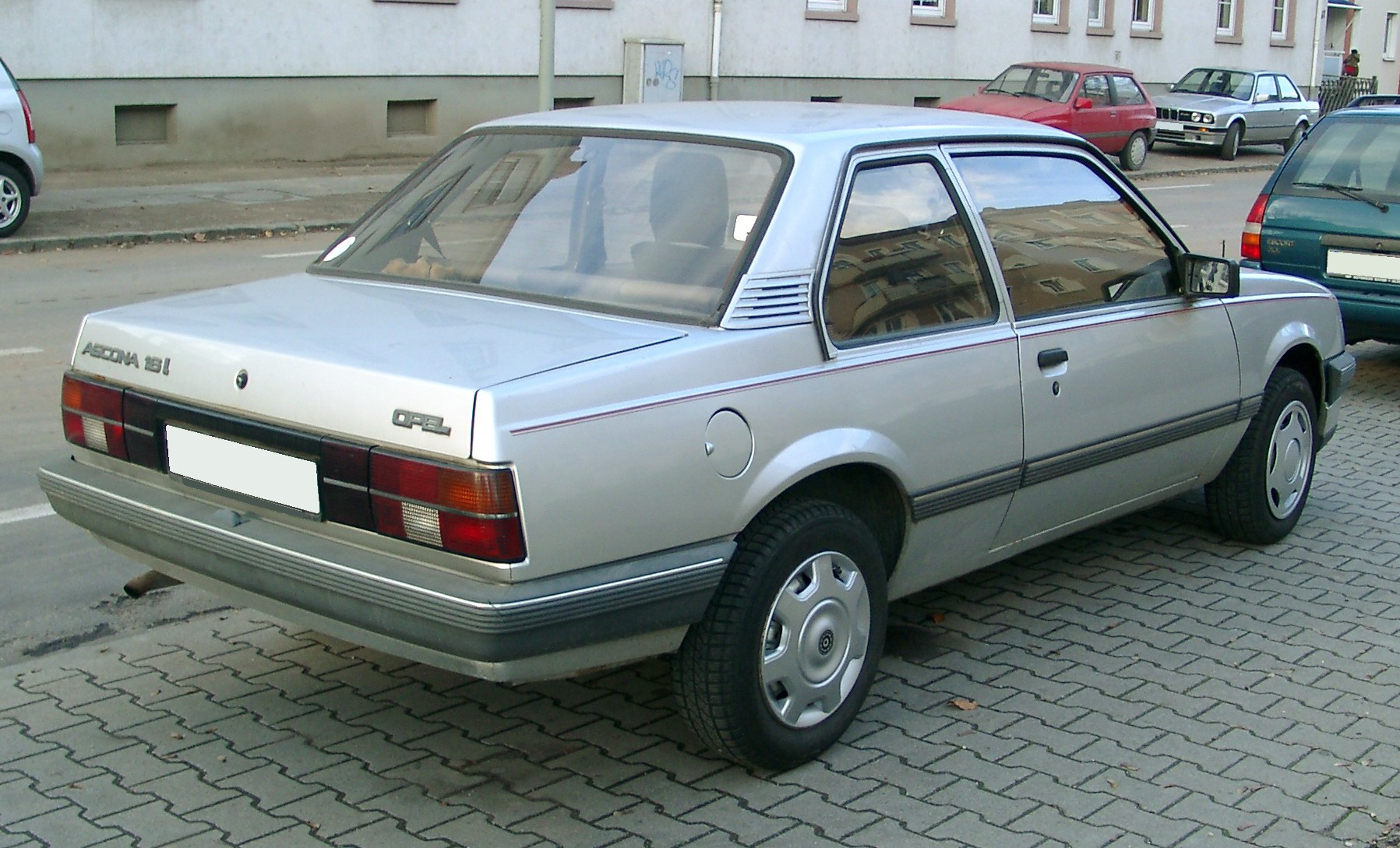
Opel Ascona C sedán 2 puertas
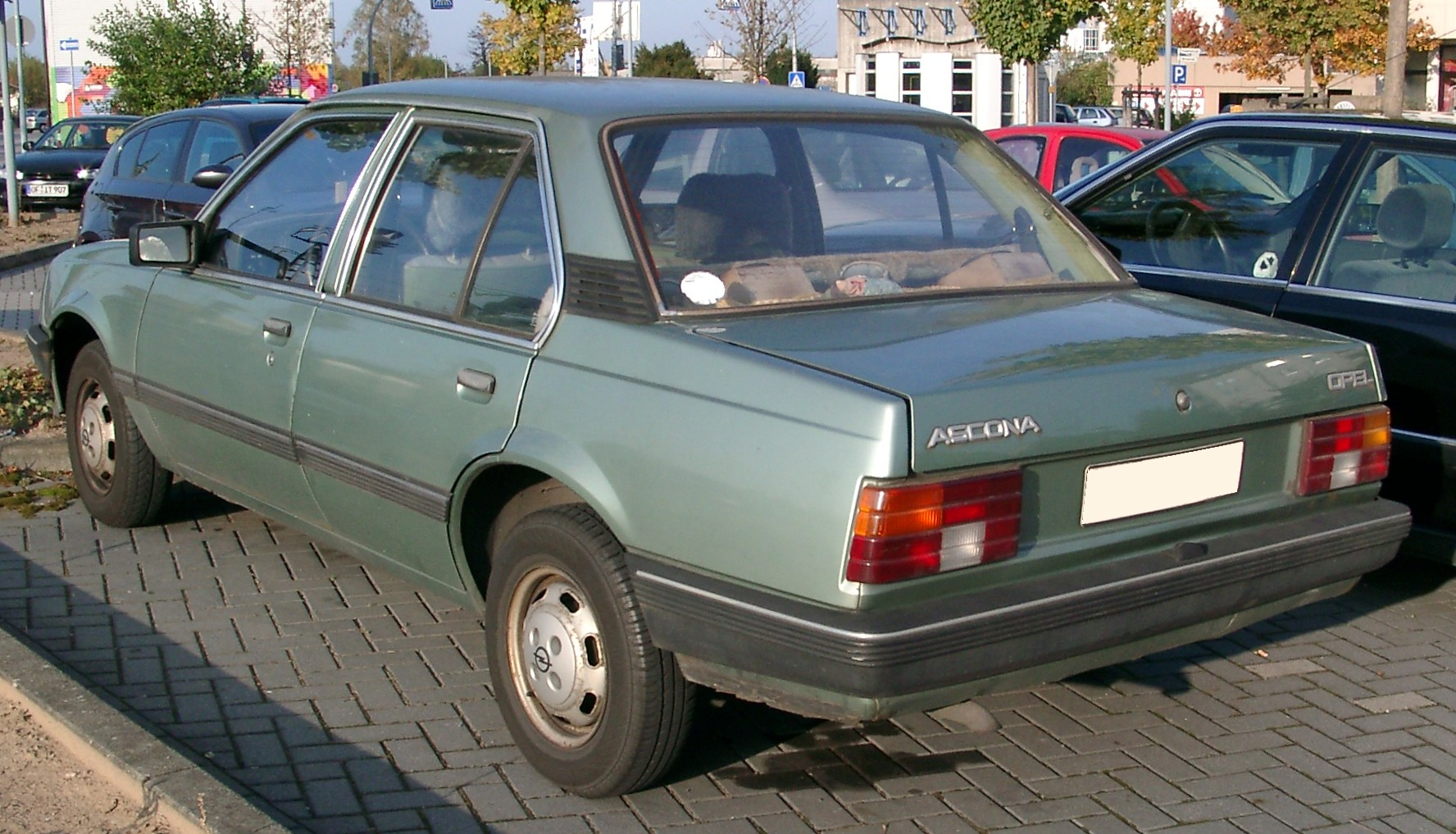
Opel Ascona C sedán 4 puertas
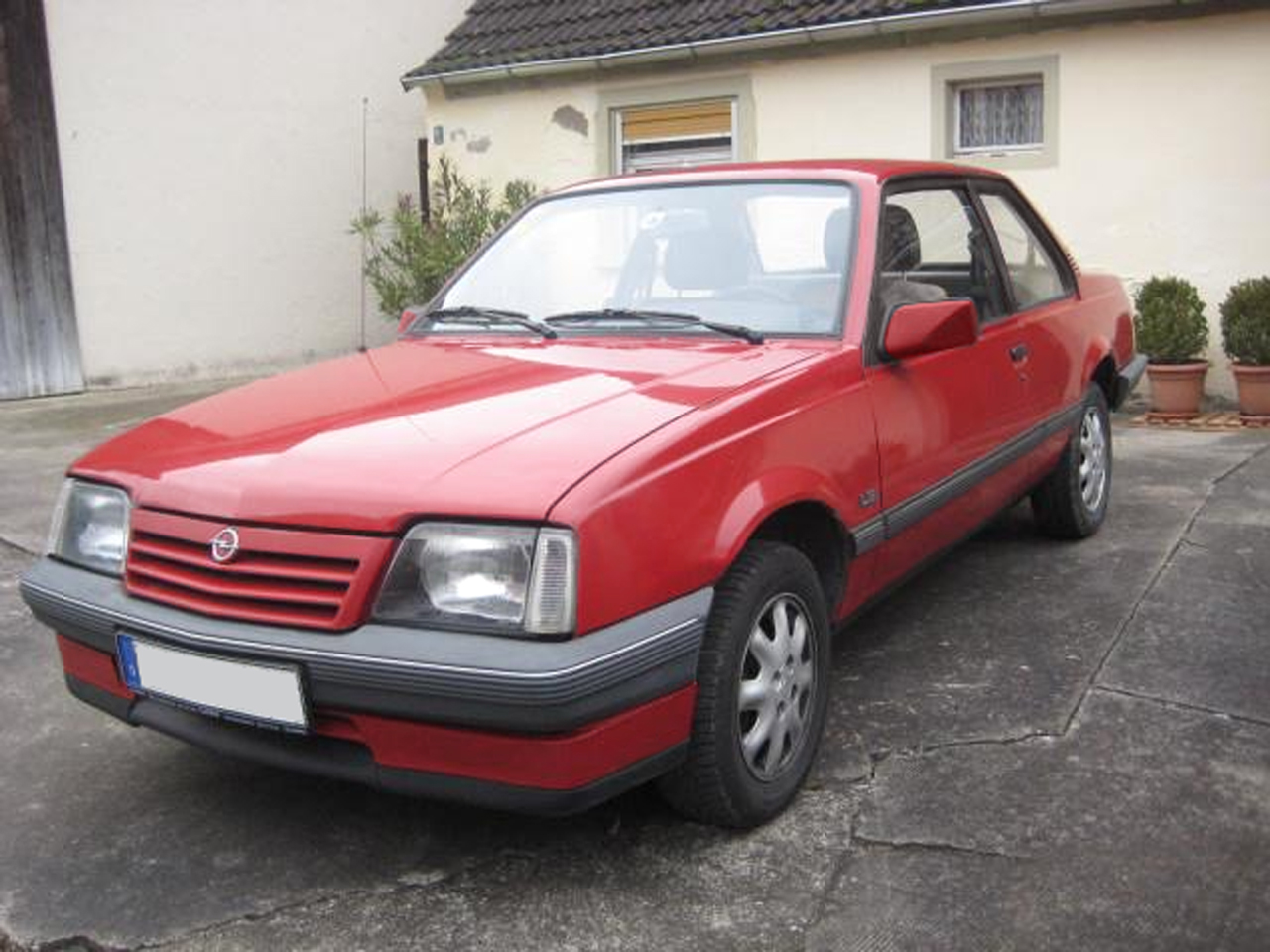
Opel Ascona C restyling
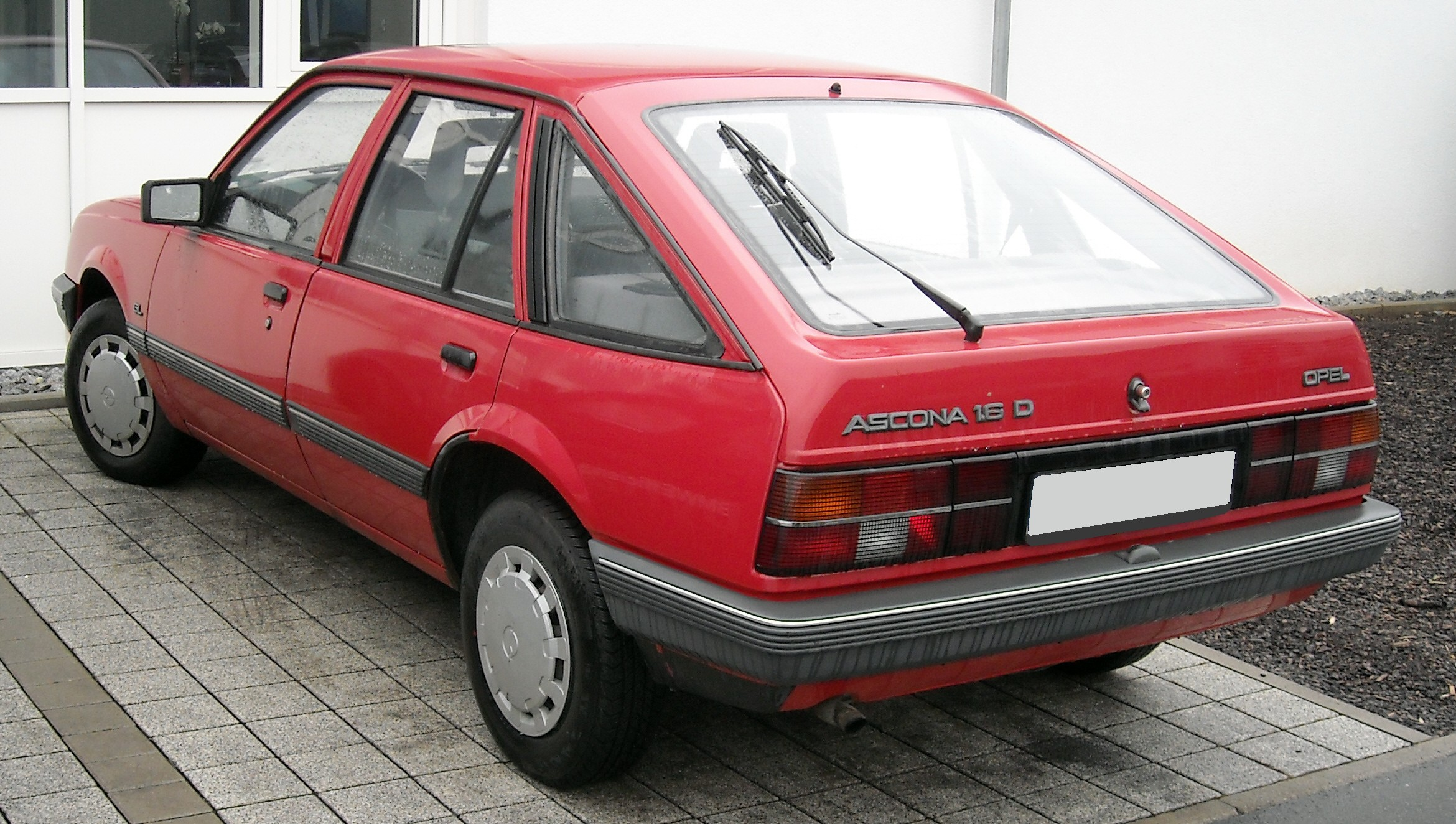
Opel Ascona C 5 puertas fastback tipo hatchback